# AQUOS CRYSTAL 2
AQUOS CRYSTAL 2是一款由日本夏普研发、属于软银旗下的第3.9代移动通讯系统、Hybrid 4G LTE（SoftBank 4G／SoftBank 4G LTE）移动终端。
SoftBank スマートフォン系列产品之一。出厂搭载系统为Android 5.0。 机型编号为403SH。